# Irish Jig
Albums de Gwendal
Joe Can't Reel
(1975)
Irish Jig est le tout premier album (studio) du groupe de musique bretonne et celtique Gwendal, sorti en 1974.

## Historique
Sorti en 1974 soit 2 ans après la fondation du groupe, le 1er album (homonyme) de Gwendal, plus connu sous le nom de Irish Jig (du nom de son premier titre), réunit le noyau instrumental qui est resté depuis lors une constante du son du groupe : flûtes et violon pour les mélodies, guitare acoustique, mandoline et basse pour la rythmique. Le son est assez proche d'une musique irlandaise assez classique mais les envolées jazzy de Youenn Le Berre à la bombarde agacent les traditionalistes. Le « lutin géant » de la pochette restera longtemps le symbole du groupe.

## Liste des titres
1. Irish jig 2.41
2. An dro-nevez 2.28
3. Sopo song 2.32
4. Flop-eared-mule 1.23
5. Planxty-birke 3.53
6. Bourrée auvergnate 0.34
7. Deu Tu ganeme 2.51
8. Me meus bet plijadur 2.59
9. Jackson morning 2.24
10. Patricks day 2.20
11. Pretty-brown-maid 1.42
12. Texas quistep 2.25
13. Bourrée saintongeoise 1.16
14. Irish song 3.15

## Crédits
- Traditionnels, arrangements : Gwendal
- Pochette : Michel Boulé

## Personnel
- Youenn Le Berre : flûtes, bombarde, saxophone
- Bruno Barré : violon
- Jean-Marie Renard : guitare acoustique
- Patrice Grupallo : mandoline, percussions
- Roger Schaub : basse